# Avellinia
Avellinia is een geslacht uit de grassenfamilie (Poaceae). De soorten komen voor in Europa en Azië.

## Soorten
Van het geslacht zijn de volgende soorten bekend: 
- Avellinia michelii
- Avellinia savi
- Avellinia scabriuscula
- Avellinia tenuicula
- Avellinia warionis